# Абу Умар аш-Шишани
Абу Умар аш-Шишани (араб. أبو عمر الشيشاني‎, Абу Умар Чеченский), имя при рождении — Тарха́н Тему́рович Батирашви́ли (груз. თარხან თემურის ძე ბათირაშვილი; 11 февраля 1986, Биркиани, Грузинская ССР, СССР — 10 июля 2016, Ирак), — участник гражданских войн в Сирии и Ираке, с 2013 года — военный амир и министр обороны Исламского государства Ирака и Леванта.

## Биография
Родился 11 февраля 1986 года в селении Биркиани в Панкисском ущелье. Отец Темур Батирашвили — христианин, этнический пшав. Его мать — чеченка-кистинка, умерла от рака. В семье три сына: Тенгиз, Тамаз и Тархан, все они когда-то придерживались христианства, но впоследствии стали мусульманами-ваххабитами. Тамаз, по словам отца, воевал в Чечне.
Работал пастухом. После окончания школы, в 2007 году был призван в грузинскую армию, принимал участие в конфликте в Южной Осетии. По словам отца, он собирался стать офицером, собирался сделать военную карьеру, но вскоре у него был обнаружен туберкулёз, и он был уволен из армии по состоянию здоровья в звании сержанта. Попытался устроиться в полицию, но безуспешно.
Осенью 2010 года Тархан Батирашвили был осуждён по обвинению в незаконном хранении оружия (по утверждению отца, улики были подложены). В тюрьме произошло обращение Тархана к радикальному исламу.
В 2012 году, досрочно освободившись из заключения по болезни, уехал в Турцию. Причиной отъезда было тяжёлое материальное положение. По словам отца: «Сейчас-то он говорит, что поехал туда [в Сирию] из-за веры, но я-то знаю, что сначала он это сделал, потому что у нас не было ни копейки». Впоследствии прибыл в Сирию.

## Участие в боевых действиях в Сирии и Ираке

Тархан Батирашвили в Сирии

С 2013 года Батирашвили участвовал в гражданской войне в Сирии на стороне антиправительственных сил. Возглавлял исламистскую группировку «Джейш-аль-Мухаджирин валь-Ансар» (в переводе с арабского — «Армия эмигрантов и помощников»), состоявшую преимущественно из выходцев из стран бывшего СССР. Затем примкнул к ИГИЛ и в мае 2013 года возглавил группировку, воюющую в Северном секторе Сирии — в провинциях Алеппо, Ракка, Латакия и Идлиб. В конце ноября 2013 года «Джейш аль-Мухаджирин» раскололась: одна часть во главе с Батирашвили полностью слилась с ИГИЛ, другая продолжила действовать как независимая группа под руководством Салах ад-Дина аш-Шишани. Абу Усама аль-Магриби был близок к аш-Шишани и вместе с ним командовал наступлением на аэродром Менаг в 2013 году.
В 2014 году отряды под его командованием отрезали с северо-востока все пути снабжения группировок «Фронт ан-Нусра» и «Исламский фронт», штурмовавших город Дейр-эз-Зор. Это привело к тому, что попавшие в окружение члены группировок в течение полугода подвергались бомбардировкам правительственной авиации, а затем были вынуждены прорываться из окружения. Тархан Батирашвили также несёт ответственность за массовые убийства в провинции Дейр-эз-Зор среди суннитского племени Шуайтат, отказавшегося присягать лидеру ИГИЛ Абу Бакр аль-Багдади и оказавшего вооружённое сопротивление.
В конце сентября 2014 года СМИ распространили сообщение о том, что Батирашвили объявил награду за ликвидацию главы Чечни Рамзана Кадырова (5 млн долларов США) и его приближённых. В тот же день Тархан Батирашвили был внесён в санкционный «чёрный список» США в связи с подозрением в пособничестве терроризму.
По сообщению агентства Bloomberg от 9 октября 2014 года, Батирашвили заявлял о намерении организовать вторжение в Россию.
30 января 2015 года «Интерфакс» сообщил о выходе постановления Верховного суда РФ, в котором Тархан Батирашвили был назван командующим Северным фронтом ИГ, под чьим руководством действуют боевики «Бригады Хаттаба», северокавказские джихадисты из бригад Шамиля Басаева и Джохара Дудаева, а также группировки, входящие в «турецкий джамаат» и «джамаат Абу Ханифы».
В мае 2015 года Государственный департамент США предложил вознаграждение в 5 миллионов долларов за информацию, которая приведёт к поимке Батирашвили.
В сентябре 2016 года стало известно, что после смерти Тархана Батирашвили должность главного военного руководителя ИГ перешла к бывшему руководителю таджикского ОМОНа Гулмуроду Халимову (ат-Таджики).

## Сообщения о смерти
В 2014—2015 годах в различных источниках неоднократно появлялись сообщения о гибели Батирашвили, которые не находили подтверждения.
Так, в ноябре 2014 года о ликвидации «врага ислама» сообщал Рамзан Кадыров в своём аккаунте в Instagram.
В мае 2015 года агентство «Альфорат» сообщило о гибели Абу Умара аш-Шишани в иракской провинции Салах-эд-Дин в ходе операции иракской армии. Но уже 5 мая двоюродный брат Батирашвили, Идильхан, опроверг сообщение о его гибели.
В конце июня 2015 года сообщение о гибели аш-Шишани появилось в итальянском новостном журнале «Панорама».
В начале октября 2015 года появилось сообщение о том, что в результате авиаудара иракских ВВС Абу Умар аш-Шишани был ликвидирован вместе с другими лидерами Исламского государства — Абу Саидом аль-Карбули и Абу Анисом ас-Сури.
8 марта 2016 года правительственные источники США сообщили о возможной смерти Батирашвили в результате авиаудара, нанесённого ВВС США 4 марта около города Эш-Шаддад в Сирии. В тот же день факт авиуаудара подтвердили в Минобороны США, уточнив, что его результаты ещё «оцениваются». 15 марта в Минобороны США заявили, что информация о гибели Батирашвили получила подтверждение.
13 июля 2016 года подконтрольное ИГ информационное агентство Amaq сообщило, что Батирашвили погиб в боях в окрестностях иракского города Шергат к югу от Мосула. Согласно заявлению пресс-секретаря Пентагона, в военном ведомстве предполагают, что аш-Шишани был убит 10 июля в результате авиаудара в окрестностях Мосула, где он должен был встретиться с ещё 16 лидерами ИГ. По мнению иракского военного эксперта Хишама аль-Хашеми, Батирашвили был ранен в результате мартовского авиаудара и проходил лечение в госпитале в Шергате. Гибель Батирашвили подтвердил заместитель главы администрации Ахметского района, заявив, что «семья уже принимает соболезнования».

## Личная жизнь
В Сирии у Батирашвили две жены. Первая жена — племянница Мовлади Удугова. Вторая жена — Седа Дудуркаева — дочь бывшего главы УФМС Чечни Асу Дудуркаева. Дочь от первой жены названа именем София.